# Rapid City Rush
Rapid City Rush je profesionální americký klub ledního hokeje, který sídlí v Rapid City v Jižní Dakotě. Do ECHL vstoupil v ročníku 2014/15 a hraje v Horské divizi v rámci Západní konference. Před vstupem do ECHL působil několik let v Central Hockey League. Své domácí zápasy odehrává v hale Rushmore Plaza Civic Center s kapacitou 5 119 diváků. Klubové barvy jsou červená, zlatá, černá a bílá. Jedná se o farmu klubů Minnesota Wild (NHL) a Iowa Wild (AHL).

## Úspěchy
- Vítěz CHL ( 1× )
  - 2009/10

## Přehled ligové účasti
Zdroj:
- 2008–2009: Central Hockey League (Severozápadní divize)
- 2009–2010: Central Hockey League (Severní divize)
- 2010–2012: Central Hockey League (Turnerova divize)
- 2012–2014: Central Hockey League
- 2014–2015: East Coast Hockey League (Centrální divize)
- 2015–2016: East Coast Hockey League (Západní divize)
- 2016– : East Coast Hockey League (Horská divize)